# Livskraft
En organismes livskraft (eller på videnskabeligt sprog: vitalitet) bestemmes af, hvor godt det lykkes den at tilpasse sig sine omgivelser, eller hvor godt den kan udnytte dem. På den måde drejer livskraft sig om evnen til at klare sig og overleve under de eksisterende miljøvilkår. I økologien betyder livskraft også en arts evne til klare sig under konkurrencebetingelser.
Hos mennesker bruges ordet om en køns- og alderstypisk funktionsduelighed og trivsel. Det drejer sig om et syn på levende, psykisk og social velfærd, som omfatter de legemlige, mentale, følelsesmæssige og sociale sider af personens liv.

## Dimensioner i menneskers livskraft
Grundvilkårene for menneskers biologisk-sociale eksistens er deres alder og sundhed, eller også deres sygelighed.
I den sammenhæng omfatter aldersdimensionen den kalendermæssige alder, den funktionale alder og rollealderen.
Ved kalenderalder forstår man den kronologiske alder, dvs. den alder, der står på ens pas. Med funktionsalderen forstår man ikke ældningen som en proces med et stadigt forøget antal mangler, men man lægger snarere vægten på en styrkelse af de funktionelle evner langt ind i den anden halvdel af livet. Disse funktionelle evner omfatter f.eks. bevidstheden om kvalitet og ansvar, dømmekraften og den sociale kompetence, der øges med stigende alder. Rollealderen hænger sammen med en vurdering, der er tilpasset kravene i de klassiske aldersstereotyper. Selv om man almindeligvis sætter ung lig med uerfaren og gammel med præstationssvækket, får disse alderstrin en anden betydning i sammenhæng med de sociale roller: Mens en 40-årig centerforward bliver anset for at være gammel, så regner man en 40-årig fodboldtræner for ung.
Med den funktionelle sundhed eller sygelighed menes menneskets sejhed og ydeevne. Denne dimension har grundlæggende betydning for ressourcemedicin. Den funktionelle sundhed henholdsvis sygelighed giver sig til kende gennem evnen til at tilpasse sig, hvad der kun findes hos biologiske systemer.

## Begrebets historie
Begrebet livskraft var meget populært i den første tid, efter at det netop var taget i brug, og det blev ofte brugt temmelig uklart, som et vidt udbredt stedfortræderbegreb for legemlige processer, man ikke forstod. Sprogligt og indholdsmæssigt stod vitalistiske udtryk som principium vitalis, forces radicales, forces agissantes eller agens vitalis tæt på sentient principle (Robert Whytt), vital power (John Hunter), Lebenskraft (Friedrich Casimir Medicus) eller vis essentialis (Caspar Friedrich Wolff). I nyere tid tales der med forskellig forståelse om livskraft eller livsenergi i store dele af den alternative medicin inklusive homøopatien.
Forestillingen om en livskraft blev beskrevet udførligt som en grundopfattelse af sundhed og sygdom hos Christoph Wilhelm Hufeland i slutningen af det 18. og begyndelsen af det 19. århundrede. Hufeland optog elementer fra Georg Ernst Stahls ”animisme” eller psychodynamisme, fra vitalismen hos Théophile de Bordeu og Paul-Joseph Barthez og fra Albrecht von Hallers irritabilitetsteori. Derimod udgrænsede han sig udtrykkeligt fra brownianismen.
Hufeland forestillede sig en almen livskraft som grundårsag til alle livsprocesser og som organismens selvopholdelsesprincip med yderligere delkræfter:
- en opretholdende kraft,
- en gendannende og nydannende kraft,
- en særlig livskraft i blodet,
- en nervekraft,
- en kraft, der lå bag om legemets generelle påvirkelighed, og
- en kraft, der lå bag om legemets specifikke påvirkelighed.

Sygdom skulle være en indskrænkning af livskraften eller livskræfterne på grund af sygdomsfremkaldende påvirkninger. De synlige tegn på sygdommen skulle være livskraftens helingsreaktioner overfor disse sygdomspåvirkninger. Naturens helbredende kraft (vis medicatrix naturae) og livskraften skulle ligne hinanden i deres væsen, selv om de ikke var identiske. Enhver af lægens terapeutiske indgreb ligesom patientens selvbehandling skulle understøtte den individuelle livskraft. I det hele taget skulle den lægelige behandling orientere sig efter princippet om contraria contrariis (= ”modsætningernes modsætning”). I den sammenhæng anbefalede Hufeland udover en forsigtig brug af medikamenter også overholdelse af diætiske regler og fysiske terapier (f.eks. brug af vand).

## Livskraft i homøopatien
Samuel Hahnemann forholdt sig i sit sene værk om homøopati til Hufelands grundteser, men nåede frem til andre, terapeutiske konsekvenser. Den „Verstimmung der Lebenskraft“ (= ”livskraftens uoplagthed”), som han beskrev i de senere oplag af Organon kan ikke anses for at være afgørende for homøopatien, men må snarere ses som et forsøg på at erklære det homøopatiske lighedprincip for ”videnskabeligt” ifølge datidens normer.

I den klassiske homøopati spiller livskraften dog endnu i dag en central rolle. Ifølge den klassiske homøopati kan helbredelse ikke opnås via et homøopatisk lægemiddel, men kun ved korrigering af livskraften. Lægmidlet med en virkning, som svarer til sygdommens symptomer, skal få livskraften, der er usynlig, og som kun kan kendes på sine virkninger, til atter at flyde i ordnede baner.

## Livskraft i land- og skovbrug
Caspar Friedrich Wolff undersøgte grundlæggende de faktorer, som påvirkede livskraften husdyr og dyrkede planter. Inden for jordbrugsfagene blev fprøvning af spiringsevne og pasning af sædekorn allerede taget i brug i det 18. århundrede, og reglerne blev fastlagt og videreudviklet intenationalt af ISTA. Efter indførelsen af krydsningsavl i plante- og dyreavlen er afprøvningen af afkommets vitalitet obligatorisk for selektering af rene linjer og fremavl af succesrige krydsninger.